# 油車港
油車港，是台灣新竹市北區、香山區交界地帶的一個傳統地域名稱，位於兩區交界的西部。相較於今日行政區，其範圍大致包括北區的海濱里西南部、港北里，以及香山區的港南里西北部，另外還包括新竹機場靠近港北里的部分地區。

## 歷史
台灣清治末期至日治前期，油車港地區為一街庄，稱為「油車港庄」，隸屬於竹北一堡。該庄東北與十塊藔庄、槺榔庄為鄰，東南與吉羊崙庄為鄰，南邊為楊藔庄，西北臨台灣海峽。
1901年（日治明治三十四年）11月，全台廢縣廳改設二十廳，該庄隸屬於新竹廳。1909年（明治四十二年）10月，合併二十廳為十二廳，該庄隸屬不變。1920年（大正九年），廢十二廳改設五州二廳，該庄改制為「油車港」大字，隸屬於新竹州新竹郡舊港庄。1936年（昭和十一年）新竹機場建成後，本地區東部位於於機場範圍內。1941年（昭和十六年），舊港庄與六家庄合併成立竹北庄。槺榔、十塊寮、油車港與舊港之一部分併入新竹市。
戰後新竹市改制為省轄市，大字亦改制為里。1950年新竹縣市合併後拆分為桃、竹、苗三縣，新竹市縮減轄區並降為新竹縣縣轄市，本地區仍屬之。1982年7月，新竹市再度升格為省轄市。

## 交通
省道台15線是關渡至香山的幹道，大致以北北東—南南西走向轉縱向經過油車港地區中部，向北可前往舊港、紅毛港、觀音等地，向南可前往楊寮並止於浸水橋，續行可接省道台61線（西部濱海快速公路）。

## 景點
- 新竹海八景自行車道（17公里海岸線）
- 港南濱海風景區